# Olympische Winterspiele 2010/Teilnehmer (Litauen)
| Gelbes Symbol für Goldmedaillen mit stilisierten Olympischen Ringen | Graues Symbol für Silbermedaillen mit stilisierten Olympischen Ringen | Braundes Symbol für Bronzemedaillen mit stilisierten Olympischen Ringen |
| ------------------------------------------------------------------- | --------------------------------------------------------------------- | ----------------------------------------------------------------------- |
| —                                                                   | —                                                                     | —                                                                       |

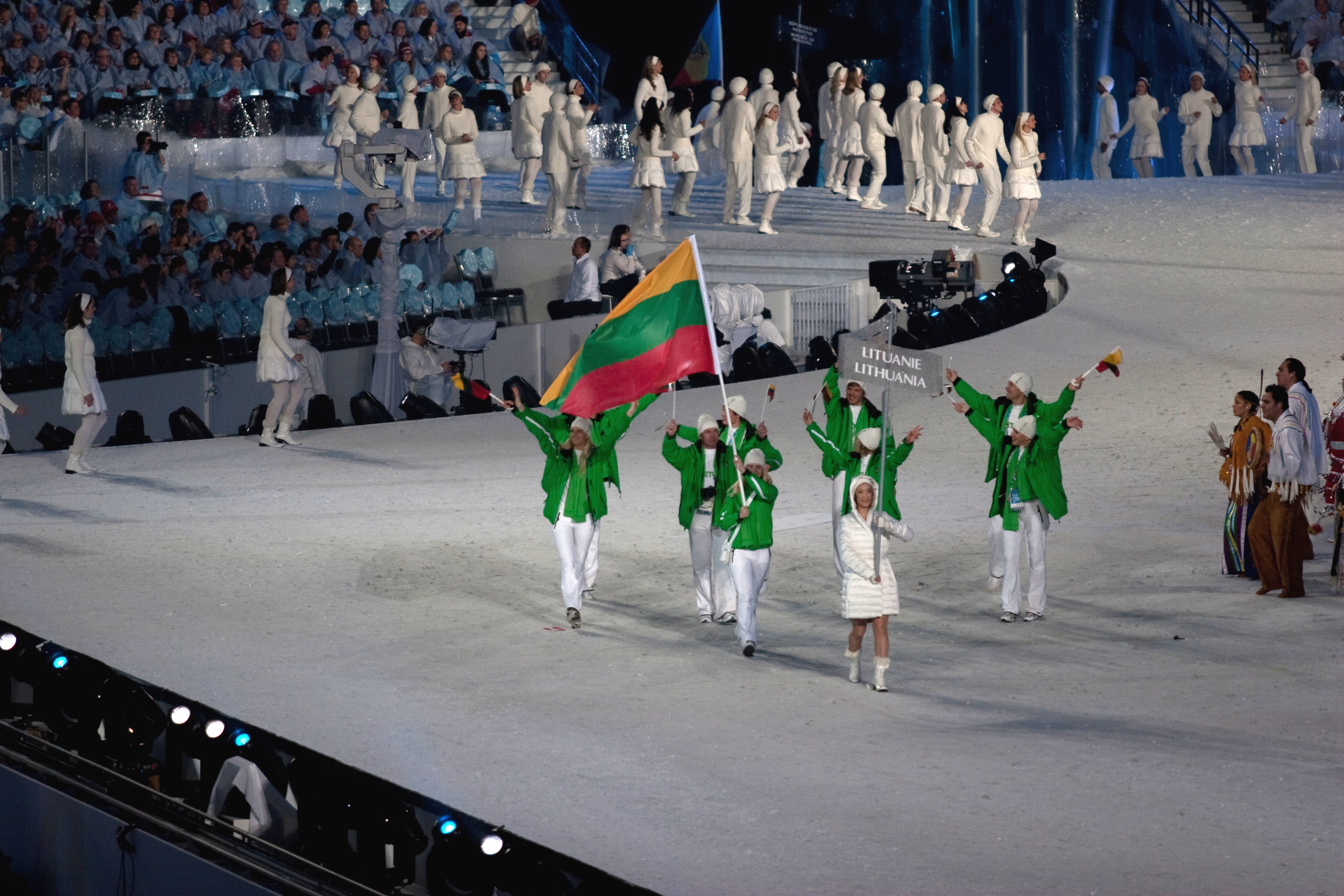
Einmarsch der litauischen Delegation

Litauen nahm an den Olympischen Winterspielen 2010 im kanadischen Vancouver mit sechs Sportlern in drei Sportarten teil.

## Teilnehmer nach Sportarten

### Biathlon
Frauen
- Diana Rasimovičiūtė
Sprint: 25. Platz
Verfolgung: 31. Platz
Einzel: 30. Platz

### Ski Alpin
Männer
- Vitalijus Rumiancevas
Riesenslalom: 59. Platz
Riesenslalom: im 1. Lauf ausgeschieden

### Skilanglauf
Männer
- Aleksejus Novoselskis
- Mantas Strolia
- Modestas Vaičiulis

Frauen
- Irina Terentjeva